# Leicy Santos
Leicy Santos (właśc. Leicy María Santos Herrera; ur. 16 maja 1996 w Santa Cruz de Lorica) – kolumbijska piłkarka, występująca na pozycji pomocniczki w hiszpańskim klubie Atlético Madryt oraz w reprezentacji Kolumbii. Uczestniczka Mistrzostw Świata 2015 i 2023 oraz Copa América 2014, 2018 i 2022.

## Mecze w reprezentacji
Na podstawie:

### Mistrzostwa Świata 2015
| Mecze i gole w reprezentacji podczas Mistrzostw Świata 2015 | Mecze i gole w reprezentacji podczas Mistrzostw Świata 2015 | Mecze i gole w reprezentacji podczas Mistrzostw Świata 2015 | Mecze i gole w reprezentacji podczas Mistrzostw Świata 2015 | Mecze i gole w reprezentacji podczas Mistrzostw Świata 2015 | Mecze i gole w reprezentacji podczas Mistrzostw Świata 2015 | Mecze i gole w reprezentacji podczas Mistrzostw Świata 2015 | Mecze i gole w reprezentacji podczas Mistrzostw Świata 2015 |
| Lp.                                                         | Data                                                        | Miasto                                                      | Przeciwnik                                                  | Wynik                                                       | Gole                                                        | Inne                                                        | Faza rozgrywek                                              |
| ----------------------------------------------------------- | ----------------------------------------------------------- | ----------------------------------------------------------- | ----------------------------------------------------------- | ----------------------------------------------------------- | ----------------------------------------------------------- | ----------------------------------------------------------- | ----------------------------------------------------------- |
| 1.                                                          | 17.06.2015                                                  | Montreal                                                    | Anglia                                                      | 1:2 (0:2)                                                   |                                                             | asysta                                                      | Faza grupowa                                                |
| 2.                                                          | 23.06.2015                                                  | Edmonton                                                    | Stany Zjednoczone                                           | 0:2 (0:0)                                                   |                                                             |                                                             | 1/8 finału                                                  |

### Mistrzostwa Świata 2023
| Mecze i gole w reprezentacji podczas Mistrzostw Świata 2023 | Mecze i gole w reprezentacji podczas Mistrzostw Świata 2023 | Mecze i gole w reprezentacji podczas Mistrzostw Świata 2023 | Mecze i gole w reprezentacji podczas Mistrzostw Świata 2023 | Mecze i gole w reprezentacji podczas Mistrzostw Świata 2023 | Mecze i gole w reprezentacji podczas Mistrzostw Świata 2023 | Mecze i gole w reprezentacji podczas Mistrzostw Świata 2023 | Mecze i gole w reprezentacji podczas Mistrzostw Świata 2023 |
| Lp.                                                         | Data                                                        | Miasto                                                      | Przeciwnik                                                  | Wynik                                                       | Gole                                                        | Inne                                                        | Faza rozgrywek                                              |
| ----------------------------------------------------------- | ----------------------------------------------------------- | ----------------------------------------------------------- | ----------------------------------------------------------- | ----------------------------------------------------------- | ----------------------------------------------------------- | ----------------------------------------------------------- | ----------------------------------------------------------- |
| 1.                                                          | 25.07.2023                                                  | Sydney                                                      | Korea Południowa                                            | 2:0 (2:0)                                                   |                                                             |                                                             | Faza grupowa                                                |
| 2.                                                          | 30.07.2023                                                  | Sydney                                                      | Niemcy                                                      | 2:1 (0:0)                                                   |                                                             | asysta                                                      | Faza grupowa                                                |
| 3.                                                          | 03.08.2023                                                  | Perth                                                       | Maroko                                                      | 0:1 (0:1)                                                   |                                                             |                                                             | Faza grupowa                                                |
| 4.                                                          | 08.08.2023                                                  | Melbourne                                                   | Jamajka                                                     | 1:0 (0:0)                                                   |                                                             |                                                             | 1/8 finału                                                  |
| 5.                                                          | 12.08.2023                                                  | Sydney                                                      | Anglia                                                      | 1:2 (1:1)                                                   | 44'                                                         |                                                             | Ćwierćfinał                                                 |

## Sukcesy
Na podstawie:

### Klubowe
Z Atlético:
- Puchar Królowej 2022/23
- Superpuchar Hiszpanii 2020/21

### Reprezentacyjne
- Wicemistrzyni Copa América 2014 i 2022